# Survivor Series (2012)
Cet article concerne l'édition 2012 du pay-per-view Survivor Series. Pour toutes les autres éditions, voir Survivor Series.
L’édition 2012 des Survivor Series est une manifestation de catch professionnel télédiffusée et visible uniquement en paiement à la séance. L'événement, produit par la WWE, a eu lieu le 18 novembre 2012 dans la salle omnisports Bankers Life Fieldhouse à Indianapolis, dans l'État de l'Indiana,. Il s'agit de la vingt-sixième édition de Survivor Series, l'un des quatre premiers spectacles annuels de la fédération avec SummerSlam, le Royal Rumble et WrestleMania (surnommés « The Big Four », à savoir « les Quatre Grands »). The Miz est la vedette de l'affiche officielle (promotionnelle).
Six matchs, dont quatre mettant en jeu les titres de la fédération, ont été programmés. Chacun d'entre eux est déterminé par des storylines rédigées par les scénaristes de la WWE ; soit par des rivalités survenues avant le pay-per-view, soit par des matchs de qualification en cas de rencontre pour un championnat.

## Contexte
Les spectacles de la WWE en paiement à la séance sont constitués de matchs aux résultats prédéterminés par les scénaristes de la fédération. Ces rencontres sont justifiées par des storylines — une rivalité avec un catcheur, la plupart du temps — ou par des qualifications survenues dans les émissions de la WWE telles que Raw, SmackDown et Main Event. Tous les catcheurs possèdent un gimmick, c'est-à-dire qu'ils incarnent un personnage gentil ou méchant, qui évolue au fil des rencontres. Un pay-per-view comme Hell in a Cell est donc un événement tournant pour les différentes storylines en cours.

### Rivalité entre laTeam Foleyet  laTeam Ziggler
Lors du Raw du 29 octobre, le champion de la WWE CM Punk confronte Mick Foley au début du show afin de lui proposer la mise en place d'un match traditionnel des Survivor Series à 5 contre 5 en élimination. Foley accepte et les deux hommes se mettent d'accord pour révéler leurs équipes respectives à la fin de Raw. Foley annonce que son équipe sera constituée de Kofi Kingston, de Team Hell No (Daniel Bryan et Kane), de Randy Orton, et de Ryback, lui-même n'agissant qu'en tant que manager de son équipe. CM Punk, quant à lui, dévoile sa sélection : The Miz, Team Rhodes Scholars (Cody Rhodes et Damien Sandow) et Alberto Del Rio feront partie de son équipe, en plus de lui-même. L'équipe sera managée par Paul Heyman.
Lors du Raw du 5 novembre, The Miz, non content que CM Punk se soit enfui pendant la bataille des deux équipes, décide de quitter la Team Punk. Paul Heyman décide que le remplaçant du Miz sera Wade Barrett. Ensuite, Vince McMahon annonce que CM Punk défendra son titre de champion de la WWE à Survivor Series contre Ryback et John Cena ce qui implique que Ryback et CM Punk ne font plus partie du match. La Managing Supervisor de Raw Vickie Guerrero décide que Dolph Ziggler remplacera CM Punk dans le match. Il devient donc le nouveau capitaine de l'équipe. Lors du Raw du 12 novembre, le remplaçant de Ryback est décidé dans un « RawActive Poll » entre Santino Marella, Zack Ryder et The Miz. Ce dernier l'emporte et devient le cinquième et dernier membre de l'équipe Foley. Il remporte ensuite avec Kane un match par équipe scellant son intégration dans la Team Foley et s'opposant donc à l'équipe de Ziggler dans laquelle il devait faire partie initialement.
A quelques jours des Survivor Series, Cody Rhodes se blesse dans un match pour les titres par équipe face à Kane et Bryan. Son remplaçant est annoncé dans le pré-show du pay-per-view et il s'agit de David Otunga.

### Rivalité entre Big Show et Sheamus pour le World Heavyheight Championship
Lors du pay-per-view Hell in a Cell (2012), Big Show bat Sheamus et devient champion du monde poids-lourds. Puis, la semaine suivante, il est annoncé sur le site de la WWE que Sheamus utiliserait son rematch pour affronter Big Show aux Survivor Series et essayer de récupérer le titre.

### Rivalité entre CM Punk, John Cena et Ryback pour le WWE Championship
Pendant les réponses de Brad Maddox lors du Raw du 5 novembre, le chairman de la WWE Vince McMahon arrive et annonce un Triple Threat match pour les Survivor Series entre le champion de la WWE CM Punk, John Cena et Ryback ayant pour enjeu le WWE Championship de Punk. CM Punk et Ryback sont donc retirés du match traditionnel des Survivor Series pour lequel ils ont été annoncés au préalable, où ils étaient censés s'affronter en tant que membres d'équipes différentes.

### Rivalité entre Eve Torres & Kaitlyn pour le Divas Championship
Lors de Night of Champions, Kaitlyn est attaquée en coulisses par une personne masquée et se blesse à la cheville. Elle ne pourra donc pas affronter Layla pour le titre des Divas. Elle fait son retour lors du SmackDown du 28 septembre où elle bat Natalya. Lors du Raw du 8 octobre, elle perd contre Eve et ne remporte pas le Divas Championship. Le 18 octobre à WWE Superstars, Kaitlyn bat Beth Phoenix. Le 26 octobre à SmackDown, le General Manager du show Booker T annonce qu'Eve défendra son titre lors de Hell in a Cell dans un Triple Threat match comprenant Kaitlyn et Layla. Le même soir, elle perd un match par équipes avec Layla contre Eve et Aksana. À Hell in a Cell, Kaitlyn perd le Triple Threat match au profit d'Eve qui conserve son titre. Lors du Raw du 5 novembre, elle et Layla battent Eve et Aksana.
Lors du Raw du 12 novembre, Kaitlyn bat Layla et devient la nouvelle prétendante au titre de Eve qui regardait le match depuis la table des commentateurs. Kaitlyn affrontera donc Eve pour le titre des Divas aux Survivor Series.

### Rivalité entre  Antonio Cesaro et R-Truth pour le United States Championship
Lors du Raw du 29 octobre, R-Truth sauve Kofi Kingston d'une attaque d'Antonio Cesaro et du Miz. Puis, lors du SmackDown du 2 novembre, Truth bat Justin Gabriel. Ensuite, lors de Main Event, le 7 octobre, il bat Jinder Mahal. Enfin, lors du house show à Bruxelles le 7 novembre, il bat El Local.
R-Truth est donc désigné comme challenger au titre et affrontera Antonio Cesaro pour essayer de remporter le United States Championship aux Survivor Series.

## Tableau des matches
| Pre-Show                                                   | 3MB (Heath Slater et Jinder Mahal) (avec Drew McIntyre) battent Team Co-Bro (Santino Marella et Zack Ryder)                                                                            | Match par équipes                                                             | 6:11  |
| 1                                                          | Rey Mysterio, Sin Cara, Brodus Clay, Justin Gabriel et Tyson Kidd battent The Prime Time Players (Darren Young et Titus O'Neil), Tensai et Primo & Epico                               | Match par équipe traditionnel des Survivor Series à 5 contre 5 en élimination | 18:27 |
| 2                                                          | Eve Torres (c) bat Kaitlyn | Match simple pour le Divas Championship                                       | 7:01  |
| 3                                                          | Antonio Cesaro (c) bat R-Truth | Match simple pour le United States Championship                               | 6:57  |
| 4                                                          | Sheamus bat Big Show (c) par disqualification | Match simple pour le World Heavyweight Championship                           | 14:44 |
| 5                                                          | Team Ziggler (Dolph Ziggler, Alberto Del Rio, Wade Barrett, Damien Sandow et David Otunga) bat Team Foley (Randy Orton, Team Hell No (Kane et Daniel Bryan), The Miz et Kofi Kingston) | Match par équipe traditionnel des Survivor Series à 5 contre 5 en élimination | 23:43 |
| 6                                                          | CM Punk (c) bat John Cena et Ryback grâce à l'intervention du Shield qui effectuait ses débuts                                                                                         | Triple Threat match pour le WWE Championship                                  | 17:58 |
| (c) désigne le champion défendant son titre dans le match. | |                                                                               |       |

### Éliminations

#### Team Mysterio contre Team Prime Time
| Élimination  | Catcheur                                                             | Team                                                                 | Éliminé par                                                          | Manière | Temps                                                                |
| ------------ | -------------------------------------------------------------------- | -------------------------------------------------------------------- | -------------------------------------------------------------------- | --- | -------------------------------------------------------------------- |
| 1            | Brodus Clay                                                          | Team Mysterio                                                        | Tensai                                                               | Tombé par Running senton | 8:25                                                                 |
| 2            | Tensai                                                               | Team Prime Time                                                      | Justin Gabriel                                                       | Tombé par Crucifix pin | 10:23                                                                |
| 3            | Titus O'Neil                                                         | Team Prime Time                                                      | Tyson Kidd                                                           | Tombé par Enzuigiri | 13:51                                                                |
| 4            | Epico                                                                | Team Prime Time                                                      | Tyson Kidd                                                           | Soumission par Sharpshooter | 15:02                                                                |
| 5            | Primo                                                                | Team Prime Time                                                      | Rey Mysterio                                                         | Tombé par La magistral (Arm wrench inside cradle pin)                                                                                                | 17:32                                                                |
| 6            | Darren Young                                                         | Team Prime Time                                                      | Rey Mysterio                                                         | Tombé par 619 de Mysterio, Senton bomb de Sin Cara, springboard elbow drop de Kidd, springboard moonsault de Gabriel, puis diving splash de Mysterio | 18:27                                                                |
| Survivants : | Tyson Kidd, Justin Gabriel, Rey Mysterio et Sin Cara (Team Mysterio) | Tyson Kidd, Justin Gabriel, Rey Mysterio et Sin Cara (Team Mysterio) | Tyson Kidd, Justin Gabriel, Rey Mysterio et Sin Cara (Team Mysterio) | Tyson Kidd, Justin Gabriel, Rey Mysterio et Sin Cara (Team Mysterio)                                                                                 | Tyson Kidd, Justin Gabriel, Rey Mysterio et Sin Cara (Team Mysterio) |

#### Team Foley contre Team Ziggler
| Élimination | Catcheur                     | Team                         | Éliminé par                  | Manière                         | Temps                        |
| ----------- | ---------------------------- | ---------------------------- | ---------------------------- | ------------------------------- | ---------------------------- |
| 1           | Damien Sandow                | Team Ziggler                 | Kane                         | Tombé par Chokeslam             | 3:08                         |
| 2           | Kane                         | Team Foley                   | Dolph Ziggler                | Tombé par Zig Zag               | 3:47                         |
| 3           | David Otunga                 | Team Ziggler                 | Daniel Bryan                 | Soumission par No Lock          | 7:11                         |
| 4           | Kofi Kingston                | Team Foley                   | Wade Barrett                 | Tombé après The Bullhammer      | 9:43                         |
| 5           | Daniel Bryan                 | Team Foley                   | Alberto Del Rio              | Soumission par Cross Armbreaker | 12:40                        |
| 6           | Wade Barrett                 | Team Ziggler                 | The Miz                      | Tombé par Skull Crushing Finale | 16:05                        |
| 7           | The Miz                      | Team Foley                   | Alberto Del Rio              | Tombé par Enzuigiri             | 17:14                        |
| 8           | Alberto Del Rio              | Team Ziggler                 | Randy Orton                  | Tombé par RKO                   | 21:00                        |
| 9           | Randy Orton                  | Team Foley                   | Dolph Ziggler                | Tombé par Superkick             | 23:43                        |
| Survivant : | Dolph Ziggler (Team Ziggler) | Dolph Ziggler (Team Ziggler) | Dolph Ziggler (Team Ziggler) | Dolph Ziggler (Team Ziggler)    | Dolph Ziggler (Team Ziggler) |